# Psicosi
Il termine psicosi indica un tipo di disturbo psichiatrico, espressione di una grave alterazione dell'equilibrio psichico dell'individuo, con compromissione dell'esame di realtà, frequente assenza di insight, e frequente presenza di disturbi del pensiero come allucinazioni e deliri.
Venne introdotto nel 1845 dallo scrittore austriaco Ernst von Feuchtersleben con il significato di "malattia mentale o follia". Nel senso comune (es. nel linguaggio giornalistico) è un termine generico che indica un sentimento di forte paura e ansia legato a un particolare evento scatenante tale da condizionare il comportamento delle persone. Le forme più comuni e note di psicosi sono la paranoia, il disturbo bipolare e la schizofrenia.  

## Descrizione

### Sintomatologia
Esistono diverse articolazioni cliniche dei disturbi psicotici. I sintomi psicotici sono ascrivibili a disturbi di forma del pensiero, disturbi di contenuto del pensiero, e disturbi della sensopercezione.
Si distinguono anche in "positivi", caratterizzati da espansione della percezione e della sensazione (deliri, allucinazioni, ecc.), e "negativi", caratterizzati da introiezione e molta iporeattività (sintomi autistici, catatonia, isolamento, ecc.).
- Disturbi di forma del pensiero: alterazioni del flusso ideativo fino alla "insalata di parole" e all'incoerenza; alterazioni dei nessi associativi, come la paralogia, la tangenzialità, le risposte di traverso, i "salti di palo in frasca"[1];
- Disturbi di contenuto del pensiero: ideazione prevalente delirante (deliri, spunti interpretativi);
- Disturbi della sensopercezione: allucinazioni uditive (a carattere imperativo, commentante, denigratorio o anche teleologico), visive, olfattive, tattili, geusiche (gustative).

Di queste tre categorie di sintomi, il disturbo del contenuto del pensiero (delirio) è quello caratterizzante tutti i quadri psicotici; infatti nei disturbi psicotici dell'umore le allucinazioni possono essere assenti.
Tali sintomi possono presentarsi sotto forma di episodi in diverse altre condizioni:
- in corso di disturbi mentali organici secondari a malattie internistiche o neurologiche (ad es., lupus eritematoso sistemico, endocrinopatie, uremia, porfiria, malattia di Wilson, corea di Huntington, lesioni del lobo temporale e parietale, epilessia)
- in corso di abuso di sostanze come alcol, anfetamina, cocaina, e allucinogeni, o di delirium tremens
- in corso di disturbi cognitivi correlati alla demenza
- in corso di quadri psicotici di disturbi dell'umore
- in corso di quadri psicotici depressivi e in gravi forme di depressione bipolare
- in corso di quadri psicotici schizofrenici
- in corso di quadri psicotici schizoaffettivi
- in caso di psicosi acute (schizofreniformi, reattive brevi, cicloidi, puerperali, ecc.)
- in corso di disturbi deliranti (di tipo paranoide)
- in corso di disturbi di personalità

### Epidemiologia
L'età di insorgenza delle psicosi è variabile; nel caso delle psicosi infantili già nel primo anno di vita vi possono essere comportamenti abnormi.
Le psicosi hanno un'incidenza tra i 15 e i 54 anni di 1/100 persone. Variano per gravità e prognosi in base alle caratteristiche della malattia, e in base alle caratteristiche dell'ambiente in cui vive la persona. Gli studi dell'Organizzazione Mondiale della Sanità, l'International Pilot Study of Schizophrenia e il Collaborative Study on Determainants of Outcome of Severe Mental Disorders,, condotti su 1 400 individui osservati in un tempo superiore ai 20 anni, mostrano che la schizofrenia è ubiquitaria, e che contesti sociali diversi determinano esiti sociali diversi.
Non sono emerse aree geografiche con incidenza particolarmente alta per i disturbi psicotici. Una prognosi decisamente migliore si è evidenziata per i soggetti appartenenti ai paesi in via di sviluppo. È risultato inoltre che i quadri clinici che si manifestano in maniera acuta presentano un'evoluzione migliore di quelli con esordio insidioso e progressivo. Tuttavia, la tendenza a un esito migliore nei paesi in via di sviluppo è comunque stata riscontrata sia per i quadri clinici a esordio acuto, sia per quelli a esordio progressivo.

### Eziologia e ipotesi interpretative
L'eziologia del disturbo (ovvero la sua causa) è, come per molte condizioni mediche, multifattoriale e in larga parte poco conosciuta.
Da un punto di vista psicobiologico, la sintomatologia psicotica trova una correlazione con alterazioni organiche a vari livelli, da una predisposizione genetica, all'alterato funzionamento di neurotrasmettitori quali la dopamina, la serotonina, il glutammato (includendo alterazioni di funzionamento dei suoi recettori NMDA), il GABA, i peptidi endogeni e altri ancora.
La psicoanalisi interpreta le psicosi con una rottura del rapporto dell'Io con la realtà esterna, dovuta alla pressione dell'Es sull'Io. Secondo Sigmund Freud, l'Io cede all'Es per poi recuperare parzialmente la costruzione di una propria realtà attraverso il delirio, recuperando il rapporto oggettuale. Secondo la psicoanalista Melanie Klein, le psicosi sono legate alla caduta nella posizione schizoparanoide della prima infanzia. Secondo lo psicologo analista Carl Gustav Jung, nelle psicosi si ha il sopravvento di complessi autonomi inconsci sul complesso dell'Io, che non riesce a mantenere il controllo sulle formazioni inconsce.
Secondo Otto Kernberg, la psicosi si distingue dalla nevrosi per la "diffusione dell'identità" e la messa in atto di meccanismi di difesa primitivi (idealizzazione primitiva, svalutazione, scissione, identificazione proiettiva, diniego, onnipotenza), che proteggono l'individuo dalla disintegrazione e dalla fusione di sé con l'oggetto, con regressione di fronte all'interpretazione. Un altro elemento distintivo è quello della perdita della percezione della realtà. Infatti, al contrario della nevrosi, lo psicotico non riesce ad accettare elementi della realtà che lo circonda, e se ne crea una rappresentazione diversa.
Dal punto di vista della psicologia esistenziale, Karl Jaspers parla di esperienze psicotiche quando queste vengono vissute come incomprensibili per il soggetto per le modalità con le quali scaturiscono dall'attività psichica, facendo declinare le condizioni ontologiche dell'esistenza (tempo, spazio, coesistenza, progettualità). L'indirizzo sociale della psichiatria esprime anche un'interpretazione legata al contesto socioambientale e relazionale, che, come si è visto, risulta determinante per l'integrazione dei pazienti psicotici e la loro riabilitazione.
Molto efficace risulta la seguente conclusione:
(L'Enciclopedia - Dizionario Medico, Roma, La biblioteca di Repubblica, 2004, pag. 1178)